# Vallendar
Vallendar település Németországban, Rajna-vidék-Pfalz tartományban. Lakosainak száma 9313 fő (2023. december 31.).

## Népesség
A település népességének változása:
| Lakosok száma | 8680 | 8480 | 8680 | 8808 | 9151 | 9313 |
|               | 1975 | 2017 | 2019 | 2021 | 2022 | 2023 |